# Helgagatan

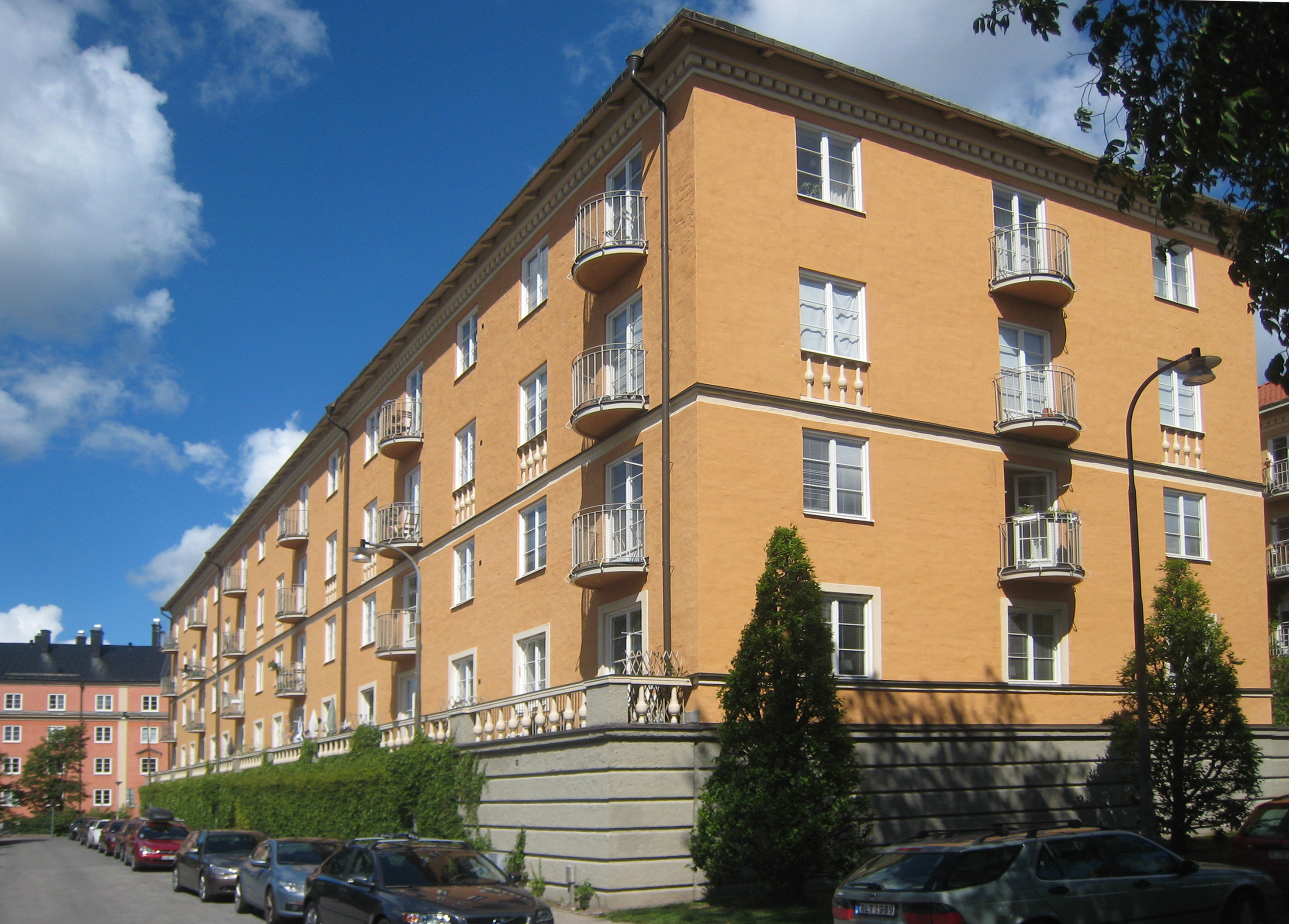
Helgagatans sydligaste del med Kvarteret Metern.

Helgagatan är en gata på Södermalm i Stockholm som går från Hallandsgatan förbi Helgalunden och sedan runt Kvarteret Metern för att bli Assesorsgatan. Helgagatan kantas av husfasader från 20-talet, bland annat Kvarteret Metern ritat av Sven Wallander och Sigurd Westholm, och den gröna Helgalunden med Allhelgonakyrkan.